# みんなで早押しクイズ
『みんなで早押しクイズ』はTakatoshi Kobayashiによって開発されたスマートフォン向けゲームアプリ。Android版はQ ONE, Inc.より配信されている。2015年サービス開始。基本プレイ無料（アイテム課金制）。略称は「みんはや」。
内容はクイズゲームで、早押しクイズに特化しているのが特徴。

## 概要
プレイヤー同士がオンライン対戦で早押しクイズを行う。基本プレイは無料だが、課金することによってゲーム内通貨を購入したり広告を非表示にしたりできるなどの特典が得られる。
2018年には、その年最も勢いのあったアプリを決める“App Ape Award 2018”の「特別ゲーム賞」を受賞している。

### リニューアル
2022年3月30日、アバターの導入やアプリの機能やデザインを刷新するリニューアルが発表され、同年7月27日にアップデート直後の不具合を修正したバージョン4.0.1としてリリースされた。
当該アップデートにより、アプリのデザインが大幅に刷新され、ユーザーのアバターに該当する「キャラ」や、キャラを入手するための「ガチャ」、実績の達成を示す「称号」システムが導入されたほか、ユーザーのプロフィールからジャンル別の正解率が確認できるようになった。
従来までのゲーム内通貨であった「ポイント」は、無償の「コイン」に置き換えられ、キャラや各種アイテムを入手するためのガチャで利用できる有償の「ダイヤ」が新たに導入された。

## ゲームシステム
解答方法は基本的にどのモードでも同じである。
「第○問」と問題数が表示された後、画面上部から1文字ずつ徐々に問題文が表示されていく。どのモードでも画面下部に自身の早押しボタンが表示されており、解答権の人数が上限に達していない限りは好きなタイミングで押すことができる。
ボタンを押すと解答の候補となる文字が4つ表示され、その中から正解だと思う1文字を選ぶ。それが正しい場合は次の4択が表示されるので、さらに文字を選んでいく。各4択ごとの制限時間は3秒（1文字目のみ5秒）で、答えるべき範囲を時間内に間違いなく全て答えた場合のみ得点となる。間違えた場合は誤答となり、アバターのアイコンに×の吹き出しが付き、その問題の解答権を失う。また、ルール設定によっては得点が減点される。ただし、0ポイントよりさらに減点されることはない。
さらにペナルティが設定された試合では、規定の回数誤答した場合はアイコンの上に「失格」が表示され、その試合で一切の解答ができなくなる。
規定の問題数全てが終わるか、あらかじめ設定された勝利ポイントに誰か1人が達する、もしくは通信切断や失格により1人だけになるとゲーム終了となり、その時点のポイントで順位が決定される。

## ゲームモード
「ランダムマッチ」、「フリーマッチ」の2種類がある。

### ランダムマッチ
プレイヤーがオンラインでマッチングするモード。「1対1対戦」と4人で対戦を行う「みんなで対戦」の2つの対戦方式がある。1回の対戦につき出題数は最大30問。

#### 1対1対戦
1対1で対戦するモード。正解で10ポイント獲得、50ポイント先取で勝利。負けない限り何度誤答してもよいモードだったが、2022年7月のアップデートで誤答時の減点が廃止され、誤答5回で失格となるペナルティが追加された。
一方が誤答した場合、問題文が全て表示されてから解答する権利が相手に与えられる。

#### みんなで対戦
原則4人で対戦するモード。先着3人にだけ解答権が与えられ、最も早く正解すると20ポイント、2番目以降は10ポイントが入る。最も早く解答権を獲得して誤答するとマイナス20ポイント、2番目以降はマイナス10ポイントとなる。また、誤答ペナルティがあり、5回で失格となる。
80ポイント先取（80ポイントで打ち止めされるわけではなく、70ポイントの状態で1位正解した場合は90ポイントになる）で勝利で、2人以上が同時に80ポイントに到達した場合はポイントの多寡で順位が決定される。
同ポイントで複数人が同時に勝利ポイントに達した場合は1問先取のサドンデスが行われる。誤答ペナルティは引き継がれ、誤答数が（試合開始時から合算して）5回で失格となるが、誤答時の減点はない。なお2022年7月のアップデートまでは同ポイントの場合は誤答数によって順位付けしていた（誤答数も同じ場合は上記同様にサドンデス）。また、一方が誤答した場合、他方は問題文が全て表示されてから解答する権利を得る。

### レート
ゲームの勝ち負けに応じて、2つの対戦方式それぞれに設けられているレートが上下し、ランクも変動していく。ランクはレート300ごとに低い順にC、B、A、Sと分かれており、CからAランクではそれぞれがレート100ごとに低い順に「-」、（無印）、「+」に分かれている。Sランクにおいてはレート100ごとに右下に付される数字の値が（無印）から最高9まで増えていく。なお、ランクが上昇する際には、レートは「“そのランク帯の最小レート”+30」にセットされる。逆に、ランクが下降する際には、「”そのランク帯の最大レート”-30」にセットされる。例えば、レート798（Aランク）の状態で勝利し、A+ランクに昇格した場合、レートは830にセットされる。
レートは3ヶ月間のシーズンごとにリセットされるが、ランダムマッチを遊ぶことで得られる経験値によりリセット幅が変化し、経験値が高いと下降幅が小さくなる。

### フリーマッチ
プレイヤーがルールを任意に設定できるモード。勝ち負けに関わらずレートが上下することはない。2022年7月のリニューアル以前は「オンライン対戦」と「対面対戦」の２つの対戦形式があったが、リニューアル以降は「オンライン対戦」のみプレイができる。

#### オンライン対戦
不特定多数のプレイヤーと対戦ができる機能。2人以上の任意の人数でプレイでき、解答権やペナルティなどの対戦ルールは、ルーム作成者のルームリーダーが決めることができる。出題問題はランダムマッチで出題されるもののほか、自分で作った問題を出題することもできる。
ルームリーダーは、自分のフレンドを招待することができる。また、ルームをリーダーのフォロワーに一斉通知したり、コインを消費することでフレンドを全員一括招待することができる。また、ルームごとに設定されたルームIDをSNSを通じて宣伝し、プレイヤーを集めることもできる。

#### 対面対戦
2022年7月のリニューアル以前に存在していた機能。複数人でスマホを持ち寄り、スマホを早押し機として用い、実際のクイズと同様口頭で解答する方式。ルームリーダーは、画面に表示された問題文を読み正誤判定をする出題者としての役割を果たすため、問題に解答することはできない。出題できる問題はオンライン対戦と同様で、対戦ルールもオンライン対戦と同様ルームリーダーが設定できる。

## その他機能

### ミッション
1日1回項目を達成することで、それに応じたコインが付与されるデイリー、期間の制限なく達成することでコインやアイテムが付与されるメイン、特定の条件を達成することで入手可能な称号があり、「特訓」を完了したキャラの使用中に項目を達成することでコインやアイテムが付与される特訓後も存在する。達成項目の報酬を受け取ることで、コインやアイテムまたは称号を得ることができる。

### 課金
課金により、ボタンやキャラを手に入れるためのガチャに使用できる「ダイヤ」や、広告を削除するためのオプションが購入できる。

### フォロー機能
他プレイヤーをフォローすることができる機能。プッシュ通知の設定をすることによって、フォローしたプレイヤーがルームを作成した際に通知を受け取ることができる。また、自己紹介欄には100文字以内で自己紹介を書くことが可能で、アイコンをタップすることによって当該ユーザーのフォロー、フォロワーの一覧と自己紹介を閲覧できる。ブロックも可能。ブロックをすることにより、ブロック相手からのフォロー、フレンド申請をできなくすることや、自身が作成したルームに相手が入室することをブロックできるようになる。

### メニュー
設定
BGMと効果音とキャラのSE、対戦中のスタンプ受信や通知受信のオンオフ、プッシュ通知のオンオフが設定できる。
お知らせ
シーズンの開始、警告、問題の採用通知や修正・削除依頼の承認といった運営からの通知を確認できる。
プロフィール
アイコンやプレイヤー名、自己紹介の編集ができる。
機種変更
データの引き継ぎを行う。
キャラ
後述のガチャで入手したキャラを育成したり、早押しボタンの外観を変更できる。また、星川コノミと暁タケルはゲーム開始時に入手した状態で始まる。

### ガチャ
200ダイヤもしくはガチャチケットを消費することで、対戦中に使用できる「早押しボタン」や「キャラ」、キャラの育成に必要な「強化アイテム」がランダムでゲットできる。
早押しボタンが全43種、スタンプは全63種存在していたが、2022年7月のリニューアルにて過去のものは全て利用できなくなり、新デザインの早押しボタンが24種、スタンプがキャラクターそれぞれに9種類ずつ追加された。早押しボタンやスタンプは順次追加されている。

### フレンド
フレンドになったプレイヤー一覧、フレンドリクエストを送られたプレイヤーを確認できる。ここでフレンドと個別にメッセージでのやり取りが可能。フリーマッチに招待し、自作問題または、おまかせ問題を任意の難易度でプレイすることもできる。これは、フリーマッチ上で行うもののため、レートが上下することはない。また、フレンドはラベルを付して分類することができるが、新たなラベルの追加には200コインが必要である。

### ランキング
「レーティング」、「連勝中」（進行中のシーズンのみ）、「最多連勝数」のランキングを閲覧できる。計6つの分類でそれぞれ上位50位までが掲載され、シーズンごとにリセットされる。過去のシーズンの各分類の上位50位、進行中のシーズンでは自分の全国順位を確認することも可能である。

### 復習
履歴
ランダムマッチで出題された問題を閲覧することができる。デフォルトでは最新10件しか表示されないが、500コインを消費してさらに10件増やすことが可能。また、問題に対して修正・削除依頼を出すことができ、採用されると20コインが配布される。2022年7月のリニューアル以後、問題文とその解答のコピーや、問題のジャンルの確認が可能になった。
お気に入り
履歴の問題をお気に入りに登録することができ、これに登録した問題はいつでも閲覧できるようになる。デフォルトでは5件までしか登録できないが、500コインを消費してさらに5件増やすことが可能。

### 作問
自分で問題を作成できるモード。ここで作成した問題はフリーマッチで出題することもでき、また運営に投稿することでランダムマッチで使われる問題として採用される場合がある。なお、投稿した問題が採用された場合は、運営から通知が届き、メニューのお知らせにて確認できる。採用された問題は履歴欄の隣に新しく「採用」欄ができ、そこから随時確認することが可能である。1人のプレイヤーが無制限に投稿依頼をすることが可能であったが、2022年7月のリニューアル以後は1日に1問のみ(月額サブスクリプション「プレミアパック」に加入しているユーザは2問まで)という制限が加えられた。

## 登場キャラクター
2022年7月27日のVer.4.0.0アップデートより追加。
星川コノミ（ほしかわ コノミ）
声 - 武田羅梨沙多胡
身長：157cm / 年齢：17歳 / 血液型：O型 / 得意ジャンル：語学・音楽 / 趣味：音楽鑑賞、クイズの押しポイント探し
暁タケル（あかつき タケル）
声 - 岡本信彦
身長：172cm / 年齢：17歳 / 血液型：A型 / 得意ジャンル：スポーツ / 趣味：体を動かすこと、料理、クイズの勉強
夢原カノン（ゆめはら カノン）
声 - 金元寿子
身長：151cm / 年齢：17歳 / 血液型：O型 / 得意ジャンル：英語 / 趣味：スイーツ店巡り
一ノ瀬トウマ（いちのせ トウマ）
声 - 小林裕介
身長：179cm / 年齢：20歳 / 血液型：O型 / 得意ジャンル：数学 / 趣味：散歩
天海キョウスケ（あまみ キョウスケ）
声 - 天﨑滉平
身長：177cm / 年齢：24歳 / 血液型：A型 / 得意ジャンル：オールジャンル / 趣味：人間観察、帽子集め
鳴宮シオン（なるみや シオン）
声 - 佐藤利奈
身長：167cm / 年齢：19歳 / 血液型：B型 / 得意ジャンル：物理 / 趣味：犬の散歩、猫と遊ぶ
天道ショウ（てんどう ショウ）
声 - 逢坂良太
身長：172cm / 年齢：17歳 / 血液型：O型 / 得意ジャンル：生物 / 趣味：ガーデニング
神志名サオリ（かしな サオリ）
声 - 東山奈央
身長：160cm / 年齢：23歳 / 血液型：O型 / 得意ジャンル：料理 / 趣味：子どもと遊ぶこと
大咲アオイ（おおさき アオイ）
声 - 斉藤壮馬
身長：176cm / 年齢：18歳 / 血液型：A型 / 得意ジャンル：歴史 / 趣味：昼寝、読書
2022年9月7日のVer.4.0.5アップデートより追加。
大咲カエデ（おおさき カエデ）
声 - 日高里菜
身長：145cm / 年齢：13歳 / 血液型：O型 / 得意ジャンル：ひらめき / 趣味：手芸、編み物
2022年9月7日のVer.4.0.5アップデートより追加。
九重ナギサ（ここのえ ナギサ）
声 - 鬼頭明里
身長：160cm / 年齢：17歳 / 血液型：A型 / 得意ジャンル：スポーツ / 趣味：スポーツ、ウィンドウショッピング
2022年10月6日より追加。
敷島ヒデノスケ（しきしま ヒデノスケ）
声 - 大塚芳忠
身長：172cm / 年齢：65歳 / 血液型：B型 / 得意ジャンル：歴史・社会 / 趣味：時代劇鑑賞
2022年12月21日のVer.4.1.0アップデートより追加。
京極スミレ（きょうごく スミレ）
声 - 日笠陽子
身長：168cm / 年齢：29歳 / 血液型：O型 / 得意ジャンル：美容 / 趣味：お酒を飲むこと
2023年1月25日より追加。
四乃森ハルト（しのもり ハルト）
声 - 村瀬歩
身長：145cm / 年齢：11歳 / 血液型：AB型 / 得意ジャンル：アニメゲーム / 趣味：ゲーム（レトロゲームも含む）
2023年2月14日より追加。
夢凪スイ（ゆめなぎ スイ）
声 - 悠木碧
身長：150cm / 年齢：13歳 / 血液型：A型 / 得意ジャンル：音楽・文学 / 趣味：執筆・撮影（景色）
2023年3月14日より追加。
華蓮イツキ（かれん イツキ）
声 - 前野智昭
身長：182cm / 年齢：29歳 / 血液型：AB型 / 得意ジャンル：科学 / 趣味：ピクニック
2023年5月3日より追加。
碧海ヒマリ（あおみ ヒマリ）
声 - 上坂すみれ
身長：162cm / 年齢：25歳 / 血液型：B型 / 得意ジャンル：漫画・アニメ / 趣味：コスプレ、筋トレ、動画鑑賞
2023年6月14日より追加。
上鶴ツグネ（かみづる ツグネ）
声 - 三森すずこ
身長：158cm / 年齢：18歳 / 血液型：A型 / 得意ジャンル：伝統芸能 / 趣味：カフェ巡り
2023年8月2日より追加。
乙葉モエギ（おとば モエギ）
声 - 木野日菜
身長：140cm / 年齢：10歳 /　血液型：O型 / 得意ジャンル：食べもの / 趣味：野菜や果物を育てること
2023年9月20日より追加。
南月レイ（なつき レイ）
声 - 島﨑信長
身長：170cm / 年齢：19歳 /　血液型：AB型 / 得意ジャンル：音楽 / 趣味：バスケットボール
2023年11月22日より追加。
藤白ユイア（ふじしろ ユイア）
声 - 内田真礼
身長：155cm / 年齢：19歳 /　血液型：B型 / 得意ジャンル：語学・文学 / 趣味：ゲーム、紅茶
2023年12月20日より追加。
水鏡ライカ（みかがみ ライカ）
声 - 種﨑敦美
身長：162cm / 年齢：27歳 /　血液型：A型 / 得意ジャンル：社会・雑学 / 趣味：アクセサリー作り
2024年2月7日より追加。
姫嶋トモリ（ひめじま トモリ）
声 - 立花日菜
身長：152cm / 年齢：23歳 /　血液型：AB型 / 得意ジャンル：教育・天文学 / 趣味：読書
2024年4月17日より追加。
Qｰi（キューイ）
声 - 藤原夏海
身長：50cm / 年齢：ー / 血液型：ー / 得意ジャンル：オールジャンル / 趣味：人間の話を聞くこと、兎と遊ぶこと
2024年7月3日より追加。
雪ノ宮フユナ（ゆきのみや フユナ）
声 - 長谷川育美
身長：162cm / 年齢：18歳 / 血液型：A型 / 得意ジャンル：音楽 / 趣味：パン作り
2024年7月31日より追加。
金良アゲハ（きんら　アゲハ）
声 - 羊宮妃那
身長：153cm / 年齢：23歳 / 血液型：B型 / 得意ジャンル：外国語表現 / 趣味：カードゲーム、刺激的な遊び
2024年9月25日より追加。
No1（のい）
声 - 仲村宗悟
身長：173cm / 年齢：19歳 / 血液型：O型 / 得意ジャンル：植物・生物 / 趣味：映画鑑賞、アクアリウム
2024年11月20日より追加。
勝馬ミコト（かつま　ミコト）
声 - 佐倉綾音
身長：153cm / 年齢：25歳 / 血液型：A型 / 得意ジャンル：歴史 / 趣味：御朱印集め
2024年12月11日より追加。
神影コウヤ（かみかげ コウヤ）
声 - 内田雄馬
身長：171cm / 年齢：21歳 /　血液型：AB型 / 得意ジャンル：ファッション / 趣味：愛犬(かつまる)と遊ぶこと、ドライブ
2025年3月5日より追加。
寝占シヅキ（ねうら シヅキ）
声 - 石見舞菜香
身長：150cm / 年齢：18歳 /　血液型：A型 / 得意ジャンル：世界神話 / 趣味：日向ぼっこ、お昼寝
2025年4月2日より追加。

## メディア
2019年11月11日放送の『石橋貴明のたいむとんねる』で取り上げられ、10連勝を目指す企画が行われた。